# Victor Westerholm
Victor Axel Westerholm, född 4 januari 1860 i Åbo, död 19 november 1919 i Åbo, var en finländsk målare, som ibland kallats den siste målaren av Düsseldorfskolan. Han var också grundare av Önningebykolonin, som verkade på Åland 1886–1914.

## Biografi

### Uppväxt
Westerholms föräldrar, som kom från bonde- och sjömanssläkter i Nagu men flyttade till Åbo innan han föddes, var skepparen Viktor Westerholm och Maria Fredrika, född Andersson. Fadern dog i en minolycka när Westerholm bara var ett och ett halvt år gammal. Modern försörjde sig som modist och gifte 1863 om sig med sjömannen och Nagubon Karl August Mattsson. I äktenskapet föddes tre barn, varav bara ett levde till vuxen ålder. Victors mormor Maria (Maja Stina) Henriksdotter och Marias två systrar var bosatta på ön Ernholm i Nagu, och unge Victor (eller Axel som han kallades som barn) vistades sommartid under sin tidiga uppväxt hos mormor Maria på Ernholm. Victors mormor Maria (Maja Stina) Henriksdotter lärde unge Axel att läsa, och hans första teckningar i skolan, liksom flera av hans första målningar har därför motiv från Nagu.

### Studier
Westerholms talang uppmärksammades tidigt och han började studera för R.W. Ekman i Åbo. Efter dennes död fortsatte han på Åbo ritskola där hans lärare var Walter Runeberg (son till Johan Ludvig Runeberg), Fredrik Ahlstedt och  Torsten Waenerberg. Med hjälp av ett stipendium och med finansiering av ett flertal Nagubor kunde han studera vid Düsseldorfs konstakademi i Tyskland 1878–1880 och 1881–1886. Düsseldorfs roll som konstcentrum hade då minskat betydligt, då de flesta yngre konstnärer sökte sig till Paris och Westerholm har därför kallats den siste målaren av Düsseldorfskolan. Hans lärare i Düsseldorf var Andreas Müller, Hugo Crola och Eugène Dücker. Westerholm arbetade där traditionellt i ateljé, men gjorde också utflykter på landsbygden och började med det friluftsmåleri som allt mer skulle komma att dominera landskapsmåleriet internationellt.

### Äktenskapet och Önningebykolonin

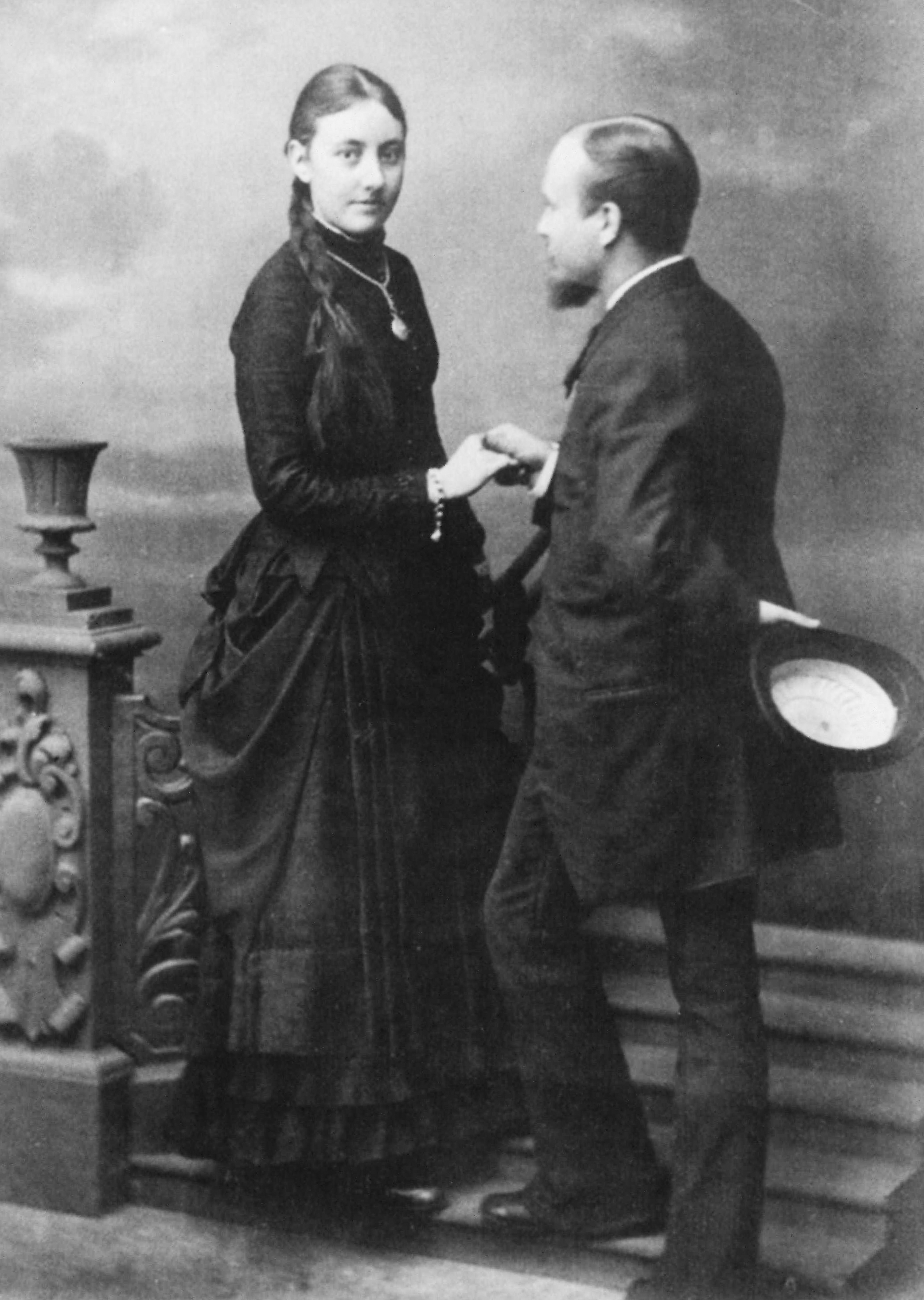
Victor Westerholms och Hilma Alanders förlovningsporträtt

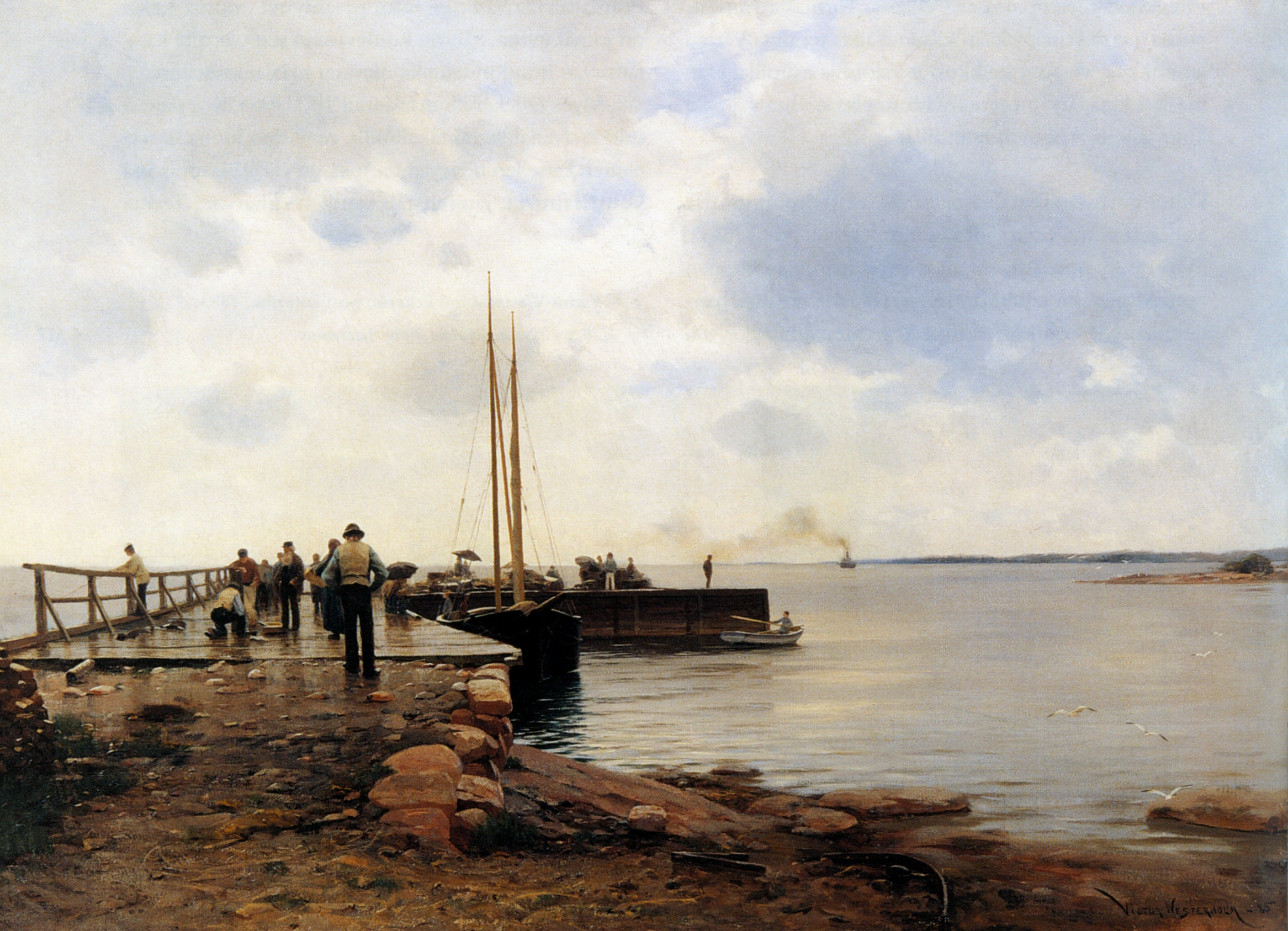
Eckerö postbrygga, versionen från 1885

År 1880 reste Westerholm tillbaka till Finland och blev ställföreträdare för Waenerberg på Åbo Ritskola. På en dansskola träffade han den 17-åriga Hilma Alander och paret gifte sig 1885. Hilma Alander var själv konstnärlig och studerade konst en tid, men efter att paret fått barn verkar hennes konstnärsplaner dött ut. Några få verk av henne är kända och yngsta dottern Maja-Stina har som vuxen berättat att hon knappt känt till moderns konstnärskap och aldrig såg henne måla eller teckna.
Westerholm hade redan 1880 målat på Åland och 1884 skaffade det nygifta paret en sommarbostad där, Tomtebo, naturskönt beläget nära Lemströms kanal. Victor hade varit på södra Åland och på tillbakavägen började hästen skena i den branta Knutsbodabrinken. Vid grindarna till Lemströms kanal hamnade hela ekipaget i diket och Victor skadade ett ben så illa att han blev kvar på platsen en tid. Han fick då veta att köpman Starcks gamla handelsbod var till salu eftersom den spelat ut sin roll i och med att Lemströms kanal blev färdig 1882. Victor köpte huset som senare fick namnet Tomtebo. De bjöd in konstnärskollegor och från sommaren 1886 började en koloni av konstnärer samlas i Önningeby nära Westerholms sommarbostad. Den så kallade Önningebykolonins kärntrupp utgjordes så småningom av finlandssvenska konstnärer som Hanna Rönnberg, Elin Danielson, Eva Topelius och Helmi Sjöstrand men också av svenska konstnärer som J.A.G. Acke och Anna Wengberg. Paret Westerholm bodde några år permanent på Åland tills Westerholm av ekonomiska skäl tog en konstlärartjänst i Åbo och Tomtebo blev enbart en sommarbostad. Äldsta dottern Greta föddes på Åland. Enligt folkbokföringen var Victor och hans familj boende på Åland fram till 1900 vilket inte stämmer. Troligen övervintrade man bara en eller ett par vintrar. Tomtebo är fortfarande idag kvar i släkten Westerholm.

### Fortsatt karriär

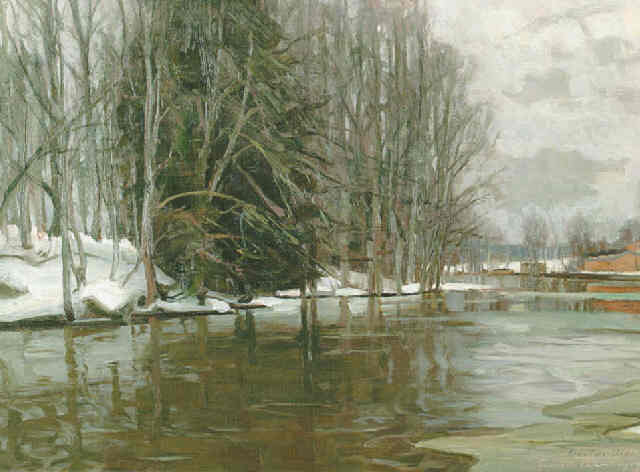
Viktor Westerholm, Vy från Svartå, 1917

I slutet av 1880-talet gjorde Westerholm flera resor till Paris där han studerade måleri för Jules Joseph Lefebvre och Gustave Boulanger. Han inspirerades av den moderna och kontroversiella impressionismen men hans försök i den riktningen gjorde skandal i Helsingfors och var mycket svårsålda så han återgick till ett mer konventionellt landskapsmåleri. Kolonin i Önningeby upplöstes gradvis och 1892 var det sista år då den ovan beskrivna käntruppen verkade där. Westerholm bodde 1893–94 i Helsingfors, men flyttade snart tillbaka till Åbo. 1898 slutade han som lärare och var sedan i huvudsak enbart konstnär. Han började alltmer vistas i det finska inlandet, framför allt kring älvdalarna och Kymmene älv och målade motiv därifrån. Under denna period led han ibland av depressioner som var så pass allvarliga att fick medicinsk behandling, och hans ekonomi var ibland dålig. Framgångarna kom dock i slutet av hans liv och en separatutställning 1913 var en stor framgång. Med sin impressionistiska bakgrund hade han lätt att anpassa sig till den nya stil som svepte in i Finland kring 1910 och målningarna från hans sista år präglas av en ny stil, med tydliga, tunga penseldrag. 1918 tilldelades han professorstitel i konst. När han dog i en lunginflammation 1919 var hans ställning som konstnär väletablerad.

## Undervisning och annat arbete
Victor Westerholm var föreståndare vid Åbo ritskola 1880–1881 och 1887 samt skolans direktör 1888–1898 och 1904–1919. Flera kända finländska konstnärer gick i skolan under Westerholms tid, bland annat den åländske författaren och konstnären Joel Pettersson som skrivit om sin tid där i sina förmodat självbiografiska berättelser. En figur i en berättelse av Pettersson, "komålaren Klischenfelt", en framgångsrik akademisk målare fjärmad från sina folkliga motiv, tros vara inspirerad av Westerholm. En annan elev till Westerholm var Emil Rautala.
Westerholm var även Åbo konstmuseums förste intendent 1891–1919.

## Utställningar o urval
- Första egna utställningen 1876
- Finlands konstnärer (från 1893)
- Stockholm 1897
- Paris 1900 och 1908
- Moskva 1917]
- Köpenhamn 1919
- Kiel 1929
- Milano och Rom 1937

## Priser och utmärkelser
- Första pris Dukattävlingen 1881
- Andra pris Statens konsttävling 1885
- Guldmedalj vid Konst och konstvetenskapsutställningen i Helsingfors 1885
- Första pris i Statens måleritävling 1889 och 1897
- Silvermedalj i Paris vid världsutställningen 1900

## Konstsamlingar med Westerholms verk representerade
- Andersudde
- Ateneums konstmuseum
- Amos Andersons konstmuseum
- Tavastehus konstmuseum
- Åbo konstmuseum
- Lahtis konstmuseum
- Gösta Serlachius konststiftelses samling
- Gyllenbergs konstmuseum
- Bäcksbacka-samlingen, Helsingfors stad
- Konstnärshemmet Kirpilä i Helsingfors
- Teaterhistoriska museet i Köpenhamn
- Önningebymuseet
- Ålands Ömsesidiga Försäkringsbolags samling
- Åbo Akademi[5]